# Gymnelia hilaris
Gymnelia hilaris là một loài bướm đêm thuộc phân họ Arctiinae, họ Erebidae.